# Markante Kamelhalsfliege

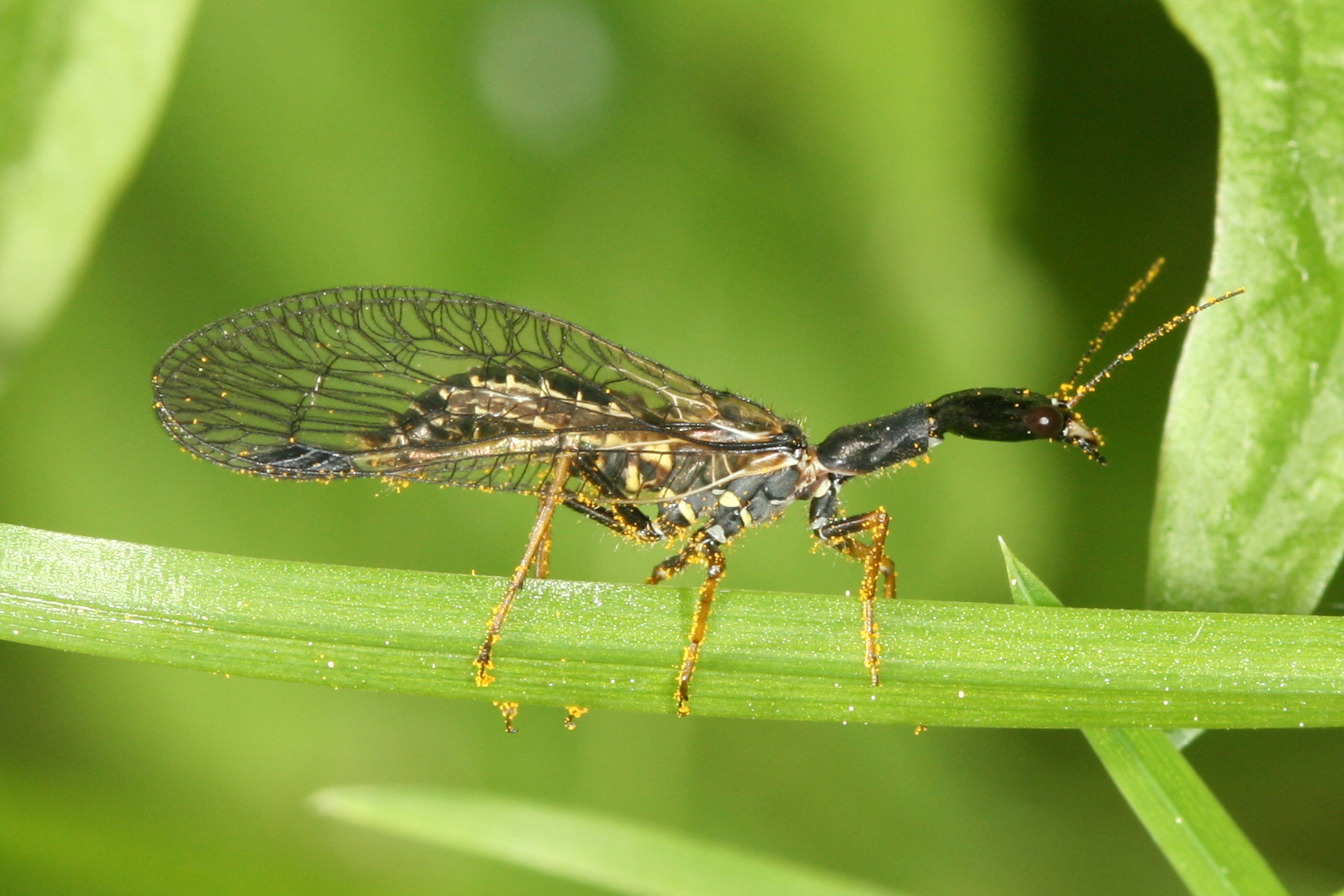
Ein mit Pollen benetztes Exemplar

Die Markante Kamelhalsfliege (Phaeostigma notata), auch Kenntliche Kamelhalsfliege oder Gefleckte Kamelhalsfliege genannt, ist eine Art der Kamelhalsfliegen und lebt in Europa.

## Merkmale
Die Körperlänge beträgt 15–30 mm, die Flügelspannweite 25–30 mm. Der Körper ist schwarz bis braunschwarz, mit leichtem Metallglanz, am Hinterleib finden sich auch gelbliche Stellen. Der Kopf ist sehr beweglich. Die beiden Flügelpaare sind groß, glasig durchsichtig und stark geädert. Auf dem Pterostigma finden sich zwei Queradern. In Ruhestellung liegen die Flügel dachartig über dem Körper. Wie alle Kamelhalsfliegen hat die Art ein stark verlängertes erstes Brustsegment (Prothorax) und der Kopf ragt schräg nach oben. Die Beine setzen weit hinten am Körper an. Der Legeapparat der Weibchen ist fast so lang wie der Körper.

### Ähnliche Arten
Die Art ist der Großen Kamelhalsfliege (Phaeostigma major) sehr ähnlich. P. notata erreicht eine Vorderflügellänge von 9–14,5, P. major 9–15 mm. Auch die Flugzeiten sind ähnlich: beide Arten sind von Mai bis Juli zu finden, wobei die Flugzeit von P. major früher endet und die Art im Juli nur noch selten zu finden ist. P. major lebt nur an Laubbäumen, insbesondere Rosengewächsen, während P. notata neben einer breiteren Auswahl von Laubbäumen auch an Nadelhölzern zu finden ist. Eine sichere Unterscheidung der beiden Arten ist durch mikroskopische Untersuchung der Genitalsegmente möglich.  Beide Phaeostigma-Arten weisen eine grob viereckige Kopfform auf, die Vorderflügellänge beträgt meist mehr als 10 mm und das Flügelmal wird meist von 2–3 Queradern durchzogen. Bei der ebenfalls ähnlichen Schlangenköpfigen Kamelhalsfliege (Raphidia ophiopsis) ist die Vorderflügellänge mit 8–10 (–11,2) mm meist kürzer, der Kopfumriss ist grob dreieckig und das Flügelmal wird nur von einer Querader durchzogen. Diese Art findet sich fast ausschließlich an Kiefern.

## Verbreitung und Lebensraum
Das Verbreitungsgebiet der Art liegt in Nord- und Mitteleuropa. Die Art fehlt auf dem Balkan, auf der Iberischen Halbinsel und in Russland.
Man findet die Insekten von April bis August (Hauptflugsaison Mai bis Juli) in lichten Nadel- und Laubwäldern, an Waldrändern und auf schattigen Lichtungen. Oft halten sie sich in Sträuchern auf. Die Art lebt vom Tiefland bis in 2000 m Höhe.

## Lebensweise

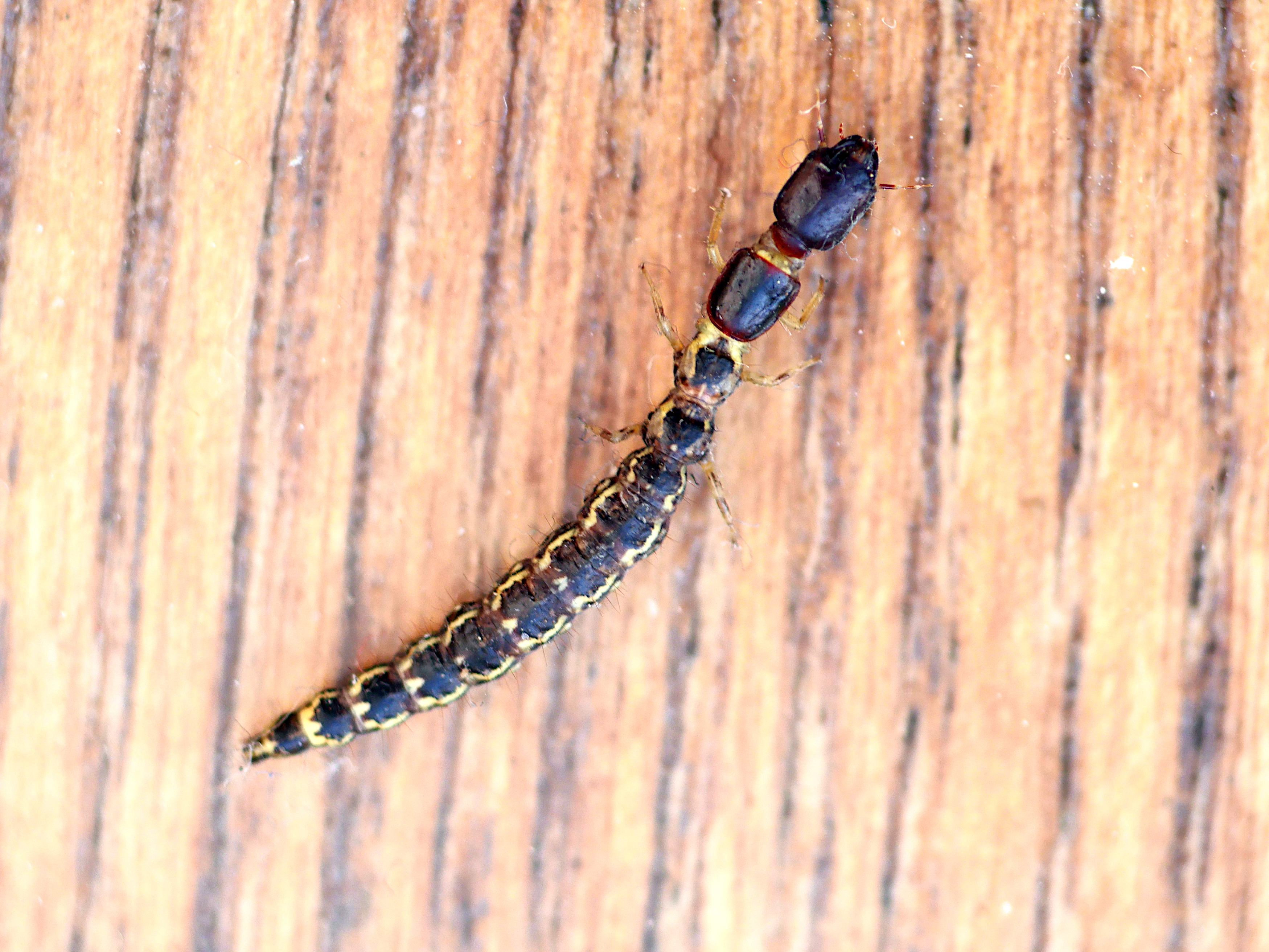
Larve

Die Partnerfindung findet im Sommer statt, mit Augen und Geruchssinn. Paarungswillige Weibchen erkennt man an den leicht gespreizten Flügeln und dem angehobenen Hinterleib, unter den sich das Männchen so lange schiebt, bis es sich mit dem Klammerapparat an der weiblichen Geschlechtsöffnung festhalten kann. Dabei umfasst es mit den Beinen das lange Legerohr des Weibchens. Es gibt sein Samenpaket ab und die Befruchtung erfolgt. Das Weibchen drückt dann mit dem Legeapparat in Paketen längliche Eier in die Ritzen und Spalten von Stämmen. Die Larven sind sehr flach, sie leben unter der Rinde, auf Blättern oder am Waldboden, wo sie kleinere Lebewesen jagen. Dazu gehören Insekten und deren Larven, wie beispielsweise Bockkäferlarven oder Eier von Trägspinnern. Sie können rückwärts kriechen und sind sehr beweglich. Alte Larven überwintern in kleinen Baumhöhlen, deren Öffnung sie meist zuspinnen und wo sie sich im Frühjahr verpuppen. Die zunächst unbeweglichen Puppen werden gegen Ende der Puppenzeit erstaunlich gewandt. Mit ihren freistehenden Flügeln und Körperanhängen klettern sie an Baumstämmen.
Wie die Larven, ernähren sich auch adulte Insekten räuberisch von Waldinsekten, vor allem von Blattläusen und anderen Pflanzenläusen die sie mit ihren guten Augen entdecken und mit ihrem beweglichen Kopf blitzartig erfassen. Auch Pollen werden gefressen. In der Forstwirtschaft gelten Kamelhalsfliegen als Nützlinge. Oft leben sie in großer Anzahl auf engem Raum.